# جان گایگر
جان گایگر (انگلیسی: John Geiger؛ ۲۸ مارس ۱۸۷۳ – ۶ دسامبر ۱۹۵۶) قایقران روئینگ اهل ایالات متحده آمریکا بود.